# مایکل کول (بازیکن فوتبال، زاده۱۹۶۶)
مایکل کول (انگلیسی: Michael Cole؛ زادهٔ ۳ سپتامبر ۱۹۶۶) بازیکن فوتبال اهل بریتانیا است.
از باشگاه‌هایی که در آن بازی کرده‌است می‌توان به باشگاه فوتبال چلمزفورد سیتی، باشگاه فوتبال ایپسویچ تاون، باشگاه فوتبال پورت ویل، و باشگاه فوتبال فولام اشاره کرد.